# Spiromyces minutus
Spiromyces minutus är en svampart som beskrevs av R.K. Benj. 1963. Spiromyces minutus ingår i släktet Spiromyces och familjen Kickxellaceae.   Inga underarter finns listade i Catalogue of Life.